# Ácido pipecólico

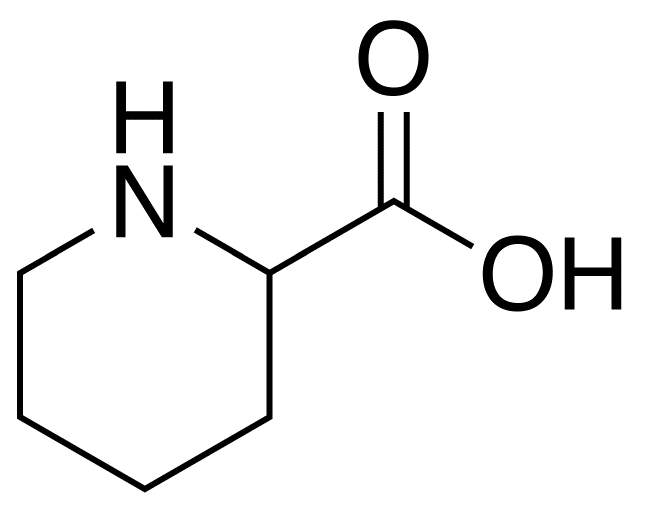
Fórmula del ácido pipecólico

El ácido pipecólico es un aminoácido de 6 átomos de carbono, no proteinogénico, es decir no forma parte de las proteínas. Es una sustancia intermedia del catabolismo de la lisina en los mamíferos. Asimismo es un precursor de numerosos metabolitos con importantes actividades biológicas en plantas y microorganismos, uno de sus derivados es la castanospermina.